# Ethel Turner
Ethel Sybil Turner (właśc. Ethel Mary Burwell, ur. 24 stycznia 1872 w Doncaster; zm. 8 kwietnia 1958 w Mosman) – brytyjsko-australijska powieściopisarka.
Karierę rozpoczęła w wieku 18 lat, pracując jako ilustratorka utworów dla dzieci. Choć napisała w sumie około 40 utworów, do najbardziej znanych należy jej pierwsza powieść Siedmioro Australijczyków (Seven Little Australians, 1894).

## Wybrane tytuły
| - Seven Little Australians (1894) - Family at Misrule (1895) - Story of a Baby (1895) - Little Larrikin (1896) - Miss Bobbie (1897) - Camp at Wandining (1898) - Gum Leaves (1900) - Three Little Maids (1900) - Wonder Child (1901) - Little Mother Meg (1902) - Betty & Co (1903) - Mothers Little Girl (1904) - White Roofed Tree (1905) - In the Mist of the Mountains (1906) - Stolen Voyage (1907) - Happy Hearts (1908) - That Girl (1908) - Birthday Book (1909) - Fugitives from Fortune (1909) - Fair Innes (1910) - Raft in the Bush (1910) | - An Orge up to Date (1911) - Apple of Happiness (1911) - Fifteen & Fair (1911) - Ports & Happy Havens (1911) - Tiny House (1911) - Secret of the Sea (1913) - Flower O' the Pine (1914) - The Cub (1915) - John of Daunt (1916) - Captain Cub (1917) - St Tom & The Dragon (1918) - Brigid & the Cub (1919) - Laughing Water (1920) - King Anne (1921) - Jennifer J (1922) - Sunshine Family (1923) (z Jean Curlewis) - Nicola Silver (1924) - Ungardeners (1925) - Funny (1926) - Judy & Punch (1928) |